# Palais Michiel dalle Colonne
Le palais Michiel delle Colonne (ou dalle Colonne) est un palais de Venise, dans le sestiere de Cannaregio (N.A.4314) sur le Grand Canal, à côté du palais Michiel del Brusà.